# Поддуев, Константин Николаевич
Константин Николаевич Поддуев (род. 17 ноября 1974) — российский и туркменский футболист, тренер.

## Биография
Константин Николаевич Поддуев родился 17 ноября 1974 года.
В 1991—1995 годах выступал в клубах Зарафшан и «Динамо» (Брянск). В 1996 уехал в Туркменистан, где играл за «Нису» и «Копетдаг». Вскоре принял гражданство Туркменистана, начал выступления за сборную страны.
В 2001 году вернулся в Россию, играл за «Ангушт», на следующий год — в дубле брянского «Динамо».
В 2003—2005 годах играл за «Носту», «Локомотив» (НН) и «Тобол» (Курган). Однако играл нечасто и в возрасте 31 года завершил карьеру.

## Тренерская карьера
В 2002 году окончил Смоленский институт физической культуры, факультет спортивной игры.
В 2007 году работал ДЮСШ «Динамо» Брянск.
С 2008 года был тренером-селекционером «Академии футбола имени Юрия Коноплева» (г. Тольятти, Самарская область).
В 2017 году — тренер-селекционер Частного учреждения дополнительного образования «Академия „Спартак“ по футболу им. Ф. Ф. Черенкова» (г. Москва).

## Статистика
| Сезон   | Клуб                | Лига                       | Чемпионат | Чемпионат |
| Сезон   | Клуб                | Лига                       | Игры      | Голы      |
| ------- | ------------------- | -------------------------- | --------- | --------- |
| 1991    | Зарафшан            | Вторая лига                | 3         | 0         |
| 1992    | Динамо (Брянск)     | Вторая лига                | 26        | 0         |
| 1993    | Динамо (Брянск)     | Вторая лига                | 25        | 1         |
| 1994    | Динамо (Брянск)     | Третья лига                | 26        | 1         |
| 1995    | Динамо (Брянск)     | Третья лига                | 13        | 2         |
| 1996    | Ниса                | Высшая лига                | ?         | ?         |
| 1997/98 | Ниса                | Высшая лига                | ?         | ?         |
| 1998/99 | Ниса                | Высшая лига                | ?         | ?         |
| 2000    | Копетдаг            | Высшая лига                | ?         | ?         |
| 2001    | Ангушт              | Вторая лига                | 8         | 0         |
| 2003    | Носта               | Вторая лига                | 16        | 0         |
| 2004    | Локомотив (НН)      | Вторая лига                | 1         | 0         |
| 2005    | Тобол (Курган)      | Вторая лига                | 4         | 0         |
| 2007    | Дорожник (Дубровка) | Чемпионат Брянской области |           | 0         |